# Jazz (wrestlerka)
Carlene Denise Moore Begnaud (ur. 27 sierpnia 1976 roku w Nowym Orleanie) – amerykańska wrestlerka lepiej znana pod pseudonimem ringowym Jazz.

## Życiorys
Carlene Denise Moore urodziła się 27 sierpnia 1976 roku w Nowym Orleanie w Luizjanie. W młodości dostała się na college dzięki stypendium koszykarskim. Przerwała studia, aby szukać pracy. Zainteresowała się wrestlingiem i dołączyła do szkoły wrestlingu w Luizjanie prowadzonej przez Roda Price’a. Po sześciu miesiącach treningu zadebiutowała w organizacji Extreme Championship Wrestling w 1998 roku i przyjęła pseudonim ringowy Jazz. Ponieważ w organizacji pracowało mało kobiet, często walczyła z mężczyznami. Wygrywała z takimi przeciwnikami jak Jason Knight, Steve Corino, Thomas Rodman i Tony DeVito.
We wrześniu 2001 roku podpisała dwuletni kontrakt z World Wrestling Federation (WWF). Zadebiutowała w nowej organizacji w listopadzie i stała się częścią stajni Alliance.
4 lutego 2002 roku, w telewizyjnym programie wrestlingu Raw, zdobyła mistrzostwo kobiet, pokonując ówczesną mistrzynię Trish Stratus. Broniła tytułu w licznych walkach, między innymi, przeciwko Molly Holly i Ivory. 13 maja Trish Stratus pokonała Jazz i odzyskała tytuł. Obie zawodniczki ponownie walczyły o mistrzostwo 27 kwietnia 2003 roku na gali Backlash i tym razem wygrała Jazz. 30 czerwca 2003 Gail Kim przejęła mistrzostwo, pokonując w Battle Royal Jazz, Trish Stratus, Ivory, Victoria, Molly Holly i Jacky.
W listopadzie 2004 roku opuściła WWE (dawniej WWF) i kontynuowała karierę na niezależnej scenie wrestlingu, zdobywając tytuły w takich organizacjach jak NWA Cyberspace, czy Women’s Extreme Wrestling. Wraz z Rodneyem Mackiem, swoim mężem, założyła także własną organizację, Dirtysouth Championship Wrestling.
W październiku 2020 roku ogłosiła przejście na emeryturę i otwarcie szkoły wrestlingu z Thunder Rosą oraz przeprowadzenie trasy pożegnalnej.
W grudniu 2020 roku Jazz wróciła do wrestlingu w Impact Wrestling, tworząc tag team z Jordynne Grace, i kontynuując występy do kwietnia 2021 roku, kiedy to zakończyła karierę przegraną walką typu  "tytuł kontra kariera" przeciwko Deonnie Purrazzo na gali Hardcore Justice.

## Mistrzostwa i osiągnięcia
- CyberSpace Wrestling Federation
  - NWA Cyberspace Women’s Championship (1 raz)[6]
- Heavy On Wrestling
  - HOW Women’s Championship (1 raz)[6]
- National Wrestling Alliance
  - NWA World Women’s Championship (1 raz)[6]
- Southwest Wrestling Entertainment
  - SWE Women’s Championship (1 raz)[6]
- World Wrestling Entertainment
  - WWE Women’s Championship (2 razy)[6]

- Women’s Extreme Wrestling
  - WEW World Championship (1 raz)[6]

- Women’s Superstars United
  - WSU Tag Team Championship (1 raz) – z Marti Belle i Tiną San Antonio jako tag team The Belle Saints[6]

## Życie prywatne
Wyszła za wrestlera Rodneya Macka i przyjęła jego nazwisko, Begnaud, pozostawiając swoje jako jeden z członów. W 2008 roku ogłosili, że spodziewają się pierwszego dziecka.